# Топчян, Анаит Карапетовна
- Анаит Топчян (арм. Անահիտ Թոփչյան; 21 августа 1947, Артик — 20 сентября 2021[1], Ереван) — армянская советская актриса, писательница. Заслуженная артистка Армянской ССР (1987).

## Биография
Родилась в 1947 году в городе Артик, Армянская ССР.
В 1966 году поступила на русское отделение филологического факультета Ереванского государственного университета, который окончиал в 1971 году.
В 1967—1991 годах — ведущая актриса Ереванского драматического театра. Также в этот период снималась в кино.
С 1991 года жила в Париже.
Выступала как литератор с публицистические и искусствоведческими статьями в еженедельнике «Русская мысль» (Париж) и других литературных газетах и журналах, занималась переводом с французского. Автор ряда рассказов, составивших сборник «Леди бомж», романов «Зеркало» (2008), «Исчезновение» (2010). Роман «Тревога» считается первым армянским эротическим романом.
Муж — главный редактор «Арменфильма», литературный критик и переводчик Александр Топчян.

## Фильмография
- 1966 — Люди нашего города (киноальманах) — туристка
- 1966 — Охотник из Лалвара — Сона
- 1968 — Ереван - 2750 — Мане[2]
- 1972 — Возвращение — Анаит
- 1972 — Земля, до востребования — Ингрид/ «Травиата»
- 1973 — Последний подвиг Камо — эпизод
- 1975 — В горах мое сердце — Элен
- 1976 — Багдасар разводится с женой — Саломэ
- 1976 — И тогда ты вернешься... — Анна Закарян — главная роль
- 1978 — А счастье рядом — Лейла
- 1978 — Дядя Ваня (фильм-спектакль) — Елена Андреевна
- 1979 — Загадай себе прошлое — Асал — главная роль
- 1980 — Лирический марш — Алиса
- 1980 — Полёт начинается с земли — Анаит
- 1981 — Восточный дантист — Софи
- 1982 — Возвращение Баттерфляй / Повернення Баттерфляй — Джемма
- 1982 — Кто стучится в дверь ко мне… — Лаура Эдуардовна, жена Игоря
- 1987 — На дне (фильм-спектакль) — Василиса, хозяйка
- 1989 — Лицом к стене — Текзи Папоян, жена